# Radu el Hermoso
Radu III el Hermoso (en rumano: Radu cel Frumos) (1437/1439 - 1475) fue el hermano menor de Vlad III Draculea (Drácula) y voivoda de Valaquia. Los dos eran hijos de Vlad II Dracul (El Dragón o el Diablo), pero eran hijos de madres diferentes. Vlad era hijo de Cneajna y Radu de Vasilisa, dos princesas de Moldavia. Tenían dos hermanos mayores: Mircea II y Vlad IV Călugărul (este último ilegítimo), que también gobernaron Valaquia durante breves períodos de tiempo.

## La vida entre los otomanos
Radu nació en 1437 (1439 según algunas fuentes), hijo de Vlad II Dracul y Vassilisa de Moldavia. En 1444 Radu acompañó a su padre y a su hermano mayor Vlad Tepes en una visita al Imperio otomano, gobernado por el sultán Murad desde la ciudad de Adrianópolis, donde como parte de un tratado de alianza entre Vlad Dracul y el sultán, él y su hermano fueron entregados como rehenes.
Los niños fueron llevados a la fortaleza de Egrigoz, pero no fueron encarcelados. Sin embargo, su situación era delicada y potencialmente peligrosa. En 1441 los hijos del noble serbio Djuradj Brankovic habían sido cegados cuando se sospechó que intentaban huir de su cautiverio, y asimismo, las vidas de Radu y su hermano dependían de la fidelidad de su padre Vlad Dracul a su alianza con los otomanos.
Durante su cautiverio los dos hermanos fueron educados en lógica, el Corán y el idioma turco. También fueron adiestrados en las artes de la guerra y se les enseñó a montar a caballo. Mientras tanto, una vez obtenido el apoyo de los turcos, Vlad II Dracul regresó a Valaquia, para recuperar su trono, que le había sido usurpado por los húngaros.

## Las luchas por el trono de Valaquia
Mircea II, el hermano mayor de Radu, era un comandante militar capaz, y no estaba satisfecho con la alianza de su padre con los turcos. En 1445 reconquistó la fortaleza valaca de Giurgiu, ejecutando a sus prisioneros otomanos. Vlad II Dracul desconocía las intenciones de su hijo y les devolvió la fortaleza, pero la alianza entre Valaquia y el Imperio Otomano era inestable.
En noviembre de 1447 Juan Hunyadi (en rumano Ioan de Hunedoara), invadió Valaquia al mando de un ejército húngaro, debido a la alianza de Vlad Dracul con los otomanos. Mircea II fue capturado por los boyardos y mercaderes de Târgoviște, cegado y enterrado vivo y Vlad Dracul fue asesinado mientras huía. Vlad Draculea, que era el segundo en la sucesión al trono de Valaquia, fue liberado por los turcos en 1448 y con su ayuda conquistó el trono valaco ese año, aunque solo consiguió mantenerse en el poder unos pocos meses. Sin embargo, Radu permaneció en la corte otomana por el momento, aparentemente por voluntad propia y al parecer estaba dispuesto a convertirse al Islam. Hay algunas evidencias que parecen sugerir que durante su cautiverio se había convertido en amante del heredero del sultán, el futuro Mehmed II.
Vlad III Draculea fue derrocado a los pocos meses pero recuperó el trono de Valaquia en 1456, ejecutando a su predecesor Vladislav II e iniciando un severo reinado de terror por el que sería muy conocido posteriormente y por lo que recibiría el apodo de Țepeș (Empalador). Como Mircea II, Vlad III (Vlad Țepeș) era un comandante capaz. En principio mantuvo la alianza de Valaquia con los otomanos, pero pronto comenzó a negarse a pagar los tributos al sultán y a distanciarse de ellos. Finalmente, estalló la guerra entre ambas partes, después de que Vlad III ejecutara a los embajadores otomanos, según la tradición, clavándoles los turbantes a la cabeza. Sin esperar respuesta, Vlad III lanzó una terrible incursión saqueando las provincias otomanas al sur de Valaquia, pero tuvo que retirarse ante la falta de apoyo militar.
En 1462 los turcos reaccionaron y el sultán Mehmed II, al mando de un ejército se dirigió hacia Valaquia. Vlad III se retiró a Transilvania, practicando una táctica de veloces incursiones y tierra quemada y sin dejar nada de valor a sus perseguidores. Cuando los ejércitos otomanos llegaron a Tirgoviste, la capital valaca, se dice que había cientos de miles de hombres y mujeres empalados a lo largo del camino, una escena que llegó a inquietar al sultán otomano.
Acorralado, Vlad III recurrió a tácticas de guerrilla, atacando a las fuerzas otomanas en mayo de 1462. En la noche del 17 de junio el voivoda valaco lanzó una incursión con la intención de asesinar al sultán pero confundió su tienda con la del gran visir Veli Mahmud Paşa y su ataque no alcanzó el objetivo deseado, aunque causó graves perdidas a sus enemigos.
A pesar de sus tácticas, Vlad III fue expulsado de Valaquia y en Transilvania fue encarcelado por los húngaros acusado de traición (se dice que fue inculpado mediante cartas falsificadas por sus enemigos pero es posible que ante su desesperada situación tratara de llegar a un acuerdo con el sultán y renovara su alianza).
Radu, que había vivido hasta entonces en medio de los lujos y comodidades de la corte otomana, fue colocado por los turcos en el trono de Valaquia y se enfrentó contra los ejércitos de su hermano en varias ocasiones. Radu gobernó desde 1462 a 1473, aunque de forma no muy eficiente. En 1473 Basarab Laiotă cel Bătrân derrocó a Radu y se apoderó del trono valaco durante un año. Radu lo recuperó y volvió a perderlo al año siguiente. A lo largo de 1474 fue voivoda de Valaquia en tres ocasiones diferentes hasta que murió en enero de 1475 por causas desconocidas (se cree que de sífilis) y fue sucedido definitivamente por Basarab III Laiota. Vlad III Draculea recuperaría el trono brevemente de nuevo en 1476. 
Radu se casó con María Despina, una noble serbia o albanesa, con la que tuvo una hija, María Mangop Voichiţa, que se convertiría en la esposa del voivoda Esteban III de Moldavia.